# Magda Hollander-Lafon
Pour les articles homonymes, voir Hollander.
Magda Hollander-Lafon, née le 15 juin 1928 à Nyíregyháza et morte le 26 novembre 2023 à Rennes, est une survivante hongroise du camp d'extermination d'Auschwitz-Birkenau, écrivaine française et passeuse de mémoire.
Survivante de la Shoah, Magda Hollander-Lafon arrive en 1954 en France. Elle devient psychologue pour enfants. De religion juive, elle se convertit au christianisme. Elle écrit différents ouvrages pour témoigner de ce qui s'est passé dans les camps, mais aussi pour nourrir l'espoir.

## Biographie
Magdolna (Magda) Hollander naît le 15 juin 1928 à  Záhony, dans les environs de Nyíregyháza, en Hongrie,,,. Sa mère se prénomme Esther. Elle a une sœur, de quatre ans sa cadette, Irène. En mars 1944, les trois femmes de la famille sont déportées à Auschwitz. La mère et la sœur de Magda sont immédiatement gazées, ce que lui annonce brutalement une kapo polonaise. Suivant un conseil reçu peu avant d'arriver au camp, elle ment sur son âge, affirmant qu'elle a dix-huit ans. Elle est alors envoyée aux travaux forcés,. En 1945, durant l'hiver, elle est évacuée vers un autre camp, dans une marche forcée de plusieurs dizaines de kilomètres, à travers des montages couvertes de neige, pour rejoindre d’autres travaux forcés, et participer encore et encore à l’effort de guerre allemand. Mais en 1945, lors d'un transfert, elle parvient à s'évader avec quatre autres détenues. Les fugitives se cachent dans un bois, puis sont confiées par des soldats américains à des fermiers.
Magda Hollander raconte avoir survécu notamment grâce à une femme mourante qui lui donne quatre morceau de pain (un geste qui donnera son titre à un de ses livres, Quatre petits bouts de pain), puis à un gardien qui lui remet des chaussures pour qu'elle ne retarde pas la colonne de travailleuses.
Par la suite, Magda Hollander devient éducatrice de jeunes enfants, psychologue pour enfants et apprend le français en Belgique. En 1954, elle emménage en France et s'y fiance,,,. Elle passe ensuite quarante-quatre ans à s'occuper d'enfants dans un orphelinat où elle se convertit au christianisme.
Elle meurt le 26 novembre 2023 à Rennes, à l'âge de 95 ans.

## Œuvres
- Les chemins du temps, Paris, Éditions ouvrières, 1977, 111 p. (ISBN 978-2-710-80328-7)
- Souffle sur la braise, Paris, Cerf, 1993, 224 p. (ISBN 978-2-204-04875-0)

- Quatre petits bouts de pain : Des ténèbres à la joie, Paris, Albin Michel, 2012, 139 p. (ISBN 978-2-226-24070-5, OCLC 1010161941)Réédition Paris, Le Livre de Poche, 2014.Trad. en anglais, Four Scraps of Bread, Notre Dame (IN), University of Notre Dame Press, 2016; et en espagnol, Cuatro mendrugos de pan: De las tinieblad a la alegria, Madrid, Editorial Periferica, 2019

- Demain au creux de nos mains (Réédition Paris, Le Livre de Poche, 2022), Montrouge, Bayard, 2021, 156 p. (ISBN 978-2-227-49970-6, OCLC 1247159224)Réédition Paris, Le Livre de Poche, 2022

## Prix et hommages
- Prix du Livre de la Spiritualité Panorama - La Procure en 2012 et Prix de littérature religieuse en 2013 pour Quatre petits bouts de pain[13]
- L'Établissement régional d’enseignement adapté de Rennes (Ille-et-Vilaine) porte son nom[14].
- Une place à Vern-sur-Seiche (Ille-et-Vilaine) porte son nom depuis le 26 mars 2022[15],[16].